# Церкнишко језеро
Церкнишко језеро (словен. Cérkniško jézero) је језеро у југозападном делу Словеније. Налази се у јужном делу Церкнишког поља.
Површина језера износи око 26 km² и налази се у крашком пољу. Када је крашко поље поплављено површина достиже до 38 km². Максимална дужина језера износи 10,5 km, а максимална ширина 4,7 km. Церкнишко језеро је највеће језеро у Словенији. Максимална дубина језера износи око 10 m.
Ниво воде у језеру нарасте после јесењих киша и у пролеће када се топи снег, а у току маја и јуна језеро пресушује.
Церкнишко језеро има добре услове за гајење рибе. Такође језеро представља место гнежђења многих врста птица.